# COMIC ZIN
COMIC ZINは漫画、同人誌を扱う書店。運営は株式会社コア・コーポレーションが行っている。
キャッチコピーは「漫画人のためのコミック・同人誌プロフェッショナルショップ」。同人ショップとらのあなから独立したスタッフによって2009年2月に秋葉原にて創業し、同年6月には新宿店が開店した。
公式キャラクターは森薫によるデザイン。

## 店舗
- 秋葉原店

東京都千代田区外神田1-11-7
2009年2月18日、小暮ビル4F（東京都千代田区外神田1-11-6）に開店。2010年8月10日にサイバースポット（西村電機）2号店跡地にできた新しいビルに移転し、売り場を拡大（1Fに一般向書誌（新刊）、2Fに一般向書誌・同人誌、3Fに成年向書誌・同人誌）した。
- 新宿店

東京都新宿区西新宿1-12-11 山銀ビル5F
2009年6月27日開店
2019年6月3日閉店